# Telothyria lugens
Telothyria lugens là một loài ruồi trong họ Tachinidae.